# ОШ „Соња Маринковић” Суботица
ОШ „Соња Маринковић” у Суботици је државна образовна установа, која баштини традицију школе основане 1857. године. Школа носи име по Соњи Маринковић, револуционарки и народном хероју Југославије.
Прва школа се звала „Основна школа првог кварта”, затим ОШ „Доситеј Обрадовић” и ОШ првог кварта „Пајо Кујунџић”, да би данашње име добила 1962. године.
Школа ради у две зграде, у „малој школи” у улици Соње Маринковић похађају ђаци до трећег разреда и „Централна школа” у насељу Прозивка у коју су смештени ученици од 4. до 8. разреда. У "малој" школи су учионица опште намене, док је у „великој” школи организована кабинетска настава.